# 竹圍 (桃園市)
竹圍，是臺灣桃園市大園區的一個傳統地域名稱，位於該區東北部。相較於今日行政區，其範圍大致包括海口里、竹圍里、菓林里、三石里、大海里東部、埔心里東北部（桃園國際機場區域的東北半部）。
本地區西北部現為桃園國際機場的一部分。
因為桃園航空城計劃，部分土地被徵收，包括部分（海口里、沙崙里、後厝里、圳頭里、濱海里，海湖里、坑口里、山腳里、菓林里、橫峰里、五權里、新莊里、宏竹里、蘆竹里、長興里、內厝里）和完整（竹圍里、三石里、大海里、埔心里）。

## 歷史
台灣清治末期至日治初期，竹圍地區為一街庄，稱為「竹圍庄」，隸屬於桃澗堡。該庄西北及北與沙崙庄為鄰，東與坑仔口庄為鄰，東南與南崁內厝庄為鄰，南邊為蘆竹厝庄、大竹圍庄，西南邊為大牛稠庄。
1901年（日治明治三十四年）11月，全台廢縣廳改設二十廳，該庄隸屬於桃仔園廳。1903年（明治三十六年），改名桃園廳。1909年（明治四十二年）10月，合併二十廳為十二廳，該庄隸屬不變。1920年（大正九年），廢十二廳改設五州二廳，該庄改制為「竹圍」大字，隸屬於新竹州桃園郡大園庄。
戰後大園庄改制為大園鄉，隸屬於新竹縣，大字亦改制為村。1950年桃、竹、苗分治，大園鄉改隸屬於桃園縣。2014年12月，桃園縣升格為直轄桃園市，大園鄉改制為大園區，村亦改制為里。

## 旅遊

### 文化資產
- 竹圍福海宮飛輦轎、過金火（民俗信仰，竹圍街65號）

## 聚落
本地區發展較早的聚落有海口、田藔、海方厝、下店仔、下田藔、後面厝、三塊厝、瓦磘、三塊石、過田仔、拔仔林、崁頂、崁下、油車、頂田藔、大旗葉、溪洲仔、崁腳等，在日治期初期的官方地圖上已有記載。此外，本地區尚有方厝、樹仔坡、公館、二和、菓林、三和、五股仔、王厝等聚落。

## 交通
省道台4線（三民路一段～二段）是竹圍到石門的幹道，其北側端點位於竹圍地區北部的省道台15線路口。由此向南南東蜿蜒而行，出境後可前往蘆竹、桃園、八德等地。
省道台15線（建國路、國際路三段）是關渡至香山的傳統北台灣西部海岸平面幹道，大致東北—西南走向轉西南—東北走向再轉東北—西南走向經過竹圍地區北部。由該道路向東北可前往坑子口，再轉東可前往大南灣、八里等地，向西南可前往大園市區北側、觀音、崁頭厝、紅毛港、樹林子（坑子口地區北部）、貓兒錠、舊港等地，其中樹林子至貓兒錠南端鳳山溪橋路段與省道台61線（西部濱海快速公路）共線。
省道台61線又稱「西部濱海快速公路」，是八里至安南的快速公路，大致以東北東—西南西走向蜿蜒經過本地區北部近海岸地帶。由該道路向東北東可前往林口、八里等地，向西南西可前往觀音、大潭後終止主線（高架道路）通車路段，續行兩側平面車道可前往紅毛港、坑子口、貓兒錠後，兩側車道止於鳳山溪橋南岸，並以省道台15線作為代用道路至香山浸水橋始續接快速公路主線以前往中南部。
區道桃5線是頭前至埔心的道路，也是本地區南部的橫貫道路，大致以東北—西南走向蜿蜒經過本地區東部偏南的油車聚落，至菓林聚落轉南南東與省道台4線共線一小段路後，轉西南西蜿蜒而行，後轉西南出境後可前往大牛稠、埔心並止於市道110號路口。
區道桃22線是沙崙至海口的道路，其東側端點位於本地區北部海口聚落東北的側區道桃23線路口。由此向西北西轉西出境後，可前往沙崙苗圃橋旁區道桃25線路口。
區道桃24線是後館至海口的道路，其東北側端點位於海口聚落的區道桃23線路口。由此向西南轉西北再轉西南，可前往沙崙、圳股頭的後館並止於區道桃28線路口。
區道桃23線是竹圍漁港至竹圍的道路，其南側端點位於竹圍聚落的竹圍街（舊省道台15線）。由此向北北西轉北北東蜿蜒而行，出境後可前往竹圍漁港。

## 學校
- 竹圍國小
- 菓林國小
- 陳康國小
- 竹圍國中